# Mistrovství České republiky v orientačním běhu na krátké trati
Mistrovství České republiky v orientačním běhu na krátké trati je pořádáno každoročně od roku 1993. Navazuje na předcházející mistrovství Československa a jako samostatná disciplína je pořádána od roku 1990. Od roku 1993 do roku 2002 probíhalo mistrovství jako dvoukolový jednodenní závod s dopolední kvalifikací na odpolední finále. Od roku 2003 jde o dvoudenní závod, přičemž první den je kvalifikace do finále, které se běží den druhý. Kvalifikace je z důvodu velkého počtu startujících (v dospělých má právo startu prvních 200 závodníků aktuálního Rankingu) a také z důvodu stejného modelu (kvalifikace a finále) na mistrovství světa.
Kromě hlavní ženské a mužské kategorie se soutěží ve věkových kategoriích mladší dorost, starší dorost a junioři. Součástí závodu je Veteraniáda ČR.

## Přehled závodů MČR na krátké trati
| Mistrovství České republiky | Mistrovství České republiky | Mistrovství České republiky               | Mistrovství České republiky       | Mistrovství České republiky      | Mistrovství České republiky | Mistrovství České republiky  | Mistrovství České republiky                               | Mistrovství České republiky                     | Mistrovství České republiky | Mistrovství České republiky |
| Ročník                      | Datum závodu                | Pořadatel                                 | Místo konání                      | Název mapy                       | Ředitel                     | Hlavní rozhodčí              | Stavitelé tratí                                           | Web závodu                                      | DB ORIS                     | Poznámka                    |
| --------------------------- | --------------------------- | ----------------------------------------- | --------------------------------- | -------------------------------- | --------------------------- | ---------------------------- | --------------------------------------------------------- | ----------------------------------------------- | --------------------------- | --------------------------- |
| MČR 1993                    | 18. 9. 1993                 | SOB Olomouc                               | Lošov • aréna                     | Lošov                            |                             |                              | Václav Krajča, Jindřich Smička                            |                                                 |                             |                             |
| MČR 1994                    | 8. 10. 1994                 | SK OK 24 Praha                            | Benešov u Prahy • aréna           | Belzebubek                       | Ivo Novák                   | Aleš Richtr                  | Luboš Semík                                               |                                                 |                             |                             |
| MČR 1995                    | 5. 8. 1995                  | KOS Slavia Plzeň                          | Zámek Kozel u Šťáhlav • aréna     | Lopata                           | Ondřej Hašek                |                              | Ondřej Hašek                                              |                                                 |                             |                             |
| MČR 1996                    | 28. 9. 1996                 | OOB SK Chrast                             | Budislav • aréna                  | Vochomůrka + Křemílek            |                             |                              | Josef Vítek, Pavel Vítek                                  |                                                 |                             |                             |
| MČR 1997                    | 22. 9. 1997                 | SK OK 24 Praha                            | Český Krumlov - Vyšný • aréna     | Granátník                        |                             |                              | Martin Tichovský                                          |                                                 |                             |                             |
| MČR 1998                    | 6. 9. 1998                  | SOK TJ Turnov                             | Železný Brod • aréna              | Jirkovská borovice               |                             |                              |                                                           |                                                 |                             | zrušeny všechny kategorie   |
| MČR 1999                    | 19. 9. 1999                 | OK Chrastava                              | Heřmanice v Podještědí • aréna    | Seleška                          |                             |                              | Michal Horáček                                            |                                                 |                             |                             |
| MČR 2000                    | 23. 9. 2000                 | OK Jiskra Nový Bor                        | Arnoltice • aréna                 | Čabel                            |                             |                              | Jaroslav Lamač                                            |                                                 |                             |                             |
| MČR 2001                    | 9. 6. 2001                  | Oddíl OB Kotlářka                         | Šemanovice • aréna                | Šemanovický důl                  |                             |                              | Zdenek Procházka, Jiří Mrázek                             |                                                 |                             |                             |
| MČR 2002                    | 25. 5. 2002                 | SK LOB Nová Paka                          | Dolní Javoří • aréna              | Malá opička                      |                             |                              | Karel Novák, Jiří Novák                                   |                                                 |                             |                             |
| MČR 2003                    | 14.–15. 6. 2003             | OK Jiskra Nový Bor                        | Sosnová u České Lípy • aréna      | Lískovec                         | Tomáš Vácha                 | Jaroslav Křtěnský            | Vratislav Lamač, Jaroslav Lamač                           |                                                 |                             |                             |
| MČR 2004                    | 12.–13. 6. 2004             | OK 99 Hradec Králové                      | Horní Dehtov • aréna              | Čertovy skrýše                   |                             |                              |                                                           |                                                 |                             |                             |
| MČR 2005                    | 18.–19. 6. 2005             | SK Orientační sporty Nové Město na Moravě | Zubří • aréna                     | Zubr západ                       |                             |                              |                                                           |                                                 |                             |                             |
| MČR 2006                    | 17.–18. 6. 2006             | SK Žabovřesky Brno                        | Růžená u Třeště • aréna           | Roštejn                          | Libor Zřídkaveselý          | Ladislav Svoboda             | Libor Zřídkaveselý                                        | www                                             |                             | + Sokol Růžená              |
| MČR 2007                    | 9.–10. 6. 2007              | OOB TJ Zlaté Hory                         | Horní Údolí • aréna               | Arnulf                           | Hana Pavlíková              | Petr Hynek                   | David Aleš                                                | www Archivováno 3. 12. 2016 na Wayback Machine. |                             |                             |
| MČR 2008                    | 21.–22. 6. 2008             | OK Sparta Praha                           | Černé Voděrady • aréna            | Pod Kobylou                      | Michal Hojný                | Zdeněk Procházka             | Miroslav Kovář, Ondřej Vrabec                             | www[nedostupný zdroj]                           |                             |                             |
| MČR 2009                    | 20.–21. 6. 2009             | OK Lokomotiva Pardubice                   | Zdechovice • aréna                | Katovna východ                   | Dušan Stránský              | Václav Farář                 | Jan Kaplan                                                | www                                             |                             |                             |
| MČR 2010                    | 12.–13. 6. 2010             | OOB TJ Tatran Jablonec n. N.              | Lučany nad Nisou • aréna          | Bramberk                         | Jan Vokurka                 | Jiří Rýdl                    | Zdeněk Zuzánek, Jan Picek                                 |                                                 |                             |                             |
| MČR 2011                    | 11.–12. 6. 2011             | OOB Třebíč                                | Nesměř u Velkého Meziříčí • aréna | Nesměř                           | Miroslav Orálek             | Tomáš Matras                 | Roman Věžník, Martin Klusáček                             | www                                             |                             |                             |
| MČR 2012                    | 9.–10. 6. 2012              | SKOB Zlín                                 | Rusava • aréna                    | Ráztoka                          | Tomáš Podmolík              | Monika Krejčíková            | Evžen Pekárek, Tomáš Slováček                             |                                                 |                             |                             |
| MČR 2013                    | 22.–23. 6. 2013             | SK Severka Šumperk                        | Kunčice • aréna                   | Kunčická hora                    | Zdenka Králová              | Petr Turczer                 | Luděk Krtička, Vojtěch Král                               | www                                             | 2127                        |                             |
| MČR 2014                    | 21.–22. 6. 2014             | Magnus Orienteering                       | Dolní Adršpach • aréna            | Ježek na žábě                    | David Aleš                  | Roman Zbranek                | David Aleš, Štěpán Hrobař                                 | www                                             | 2290                        |                             |
| MČR 2015                    | 20.–21. 6. 2015             | VŠTJ Ekonom Praha                         | Eduard u Jáchymova • aréna        | Eduard                           | Miroslav Kalina             | Luděk Krtička                | Vladimír Attl, Libuše Fantová, Zdeněk Koč, Radim Ondráček | www                                             | 2710                        | + SKOB Ostrov               |
| MČR 2016                    | 25.–26. 6. 2016             | SK Praga                                  | Hojná Voda • aréna                | Napoleonova hlava                | Luboš Matějů                | Ondřej Sysel                 | Jan Procházka                                             | www                                             | 3026                        |                             |
| MČR 2017                    | 10.–11. 6. 2017             | SK Orientační sporty Nové Město na Moravě | Lipnice nad Sázavou • aréna       | Zlatý voči                       | Břetislav Wurzel            | Milan Venhoda                | Jan Krejsa, Radan Kamenický                               | www                                             | 3281                        | + Jiskra Havlíčkův Brod     |
| MČR 2018                    | 23.–24. 6. 2018             | KOS TJ Tesla Brno                         | Černovice • aréna                 | Hrádky 628                       | Jan Gryc                    | Zdenka Kozáková              | Radovan Čech, Zdeněk Liščinský                            | www                                             | 3913                        |                             |
| MČR 2019                    | 22.–23. 6. 2019             | OOB TJ Lokomotiva Trutnov                 | Čížkovy kameny • aréna            | Kozí kameny                      | Pavel Petržela              | Jan Panchártek               | Jan Petržela                                              | www                                             | 4305                        |                             |
| MČR 2020                    | 3. 10. 2020                 | TJ Jiskra Nový Bor                        | Kunratice u České Kamenice        | Bukovina                         | Miroslav Beránek            | Tomáš Vácha                  | Jaroslav Krejčí                                           | www Archivováno 19. 9. 2020 na Wayback Machine. | 4915                        |                             |
| MČR 2021                    | 12. 6. 2021                 | SK Severka Šumperk, Magnus Orienteering   | Vojtíškov                         | Krondörfl                        | Zdenka Králová              | Luděk Krtička                | Vojtěch Král, Tomáš Navrátil                              | www                                             | 5802                        |                             |
| MČR 2022                    | 4.–5. 6. 2022               | TJ Tatran Jablonec nad Nisou              | Nová Ves nad Nisou • aréna        | Černá Studnice - sáňkařská dráha | Jan Picek                   | Dušan Novotný, Martin Janata | Jan Picek, Martin Posselt                                 | www                                             | 6233                        |                             |
| MČR 2023                    | 16.–17. 9. 2023             | TJ Spartak první brněnská                 | Samotín - Blatka • aréna          | Lisovská skála                   | Kamil Komenda               | Libor Slezák                 | Libor Zřídkaveselý                                        | www                                             | 6808                        |                             |
| MČR 2024                    | 8.–9. 6. 2024               | USK Praha                                 | Pastuchovice • aréna              | Poustky 24 F                     | Jan Semík                   | Petr Bořánek                 | Michal Bořánek                                            | www                                             | 7499                        |                             |
| MČR 2025                    | 21.–22. 6. 2025             | Team Jizerky                              | Rádlo - Milíře • aréna            | Vratislavická                    | Petr Žaloudek               | Jiří Rýdl                    | Štěpán Dlabaja                                            |                                                 | 8597                        |                             |

## Přehled medailistů MČR na krátké trati
| Mistrovství České republiky v orientačním běhu na krátké trati | Mistrovství České republiky v orientačním běhu na krátké trati             | Mistrovství České republiky v orientačním běhu na krátké trati | Mistrovství České republiky v orientačním běhu na krátké trati | Mistrovství České republiky v orientačním běhu na krátké trati | Mistrovství České republiky v orientačním běhu na krátké trati | Mistrovství České republiky v orientačním běhu na krátké trati | Mistrovství České republiky v orientačním běhu na krátké trati |
|                                                                |                                                                            | Muži                                                           | Muži                                                           | Muži                                                           | Ženy                                                           | Ženy                                                           | Ženy                                                           |
| Rok                                                            | Pořadatel, místo                                                           | Zlato                                                          | Stříbro                                                        | Bronz                                                          | Zlato                                                          | Stříbro                                                        | Bronz                                                          |
| -------------------------------------------------------------- | -------------------------------------------------------------------------- | -------------------------------------------------------------- | -------------------------------------------------------------- | -------------------------------------------------------------- | -------------------------------------------------------------- | -------------------------------------------------------------- | -------------------------------------------------------------- |
| MČR 1993                                                       | Univerzita Olomouc, Lošov                                                  | Rudolf Ropek                                                   | Libor Zřídkaveselý                                             | Petr Vavrys                                                    | Marcela Kubatková                                              | Jana Cieslarová                                                | Hana Doleželová                                                |
| MČR 1994                                                       | OK 24 Praha, Benešov                                                       | Petr Vavrys                                                    | Petr Utinek                                                    | Rudolf Ropek                                                   | Radka Novotná                                                  | Olga Jirsová                                                   | Dagmar Musilová                                                |
| MČR 1995                                                       | Slavie VŠ Plzeň, Zámek Kozel                                               | Pavel Košárek                                                  | Petr Vavrys                                                    | Aleš Drahoňovský                                               | Marcela Kubatková                                              | Mária Honzová                                                  | Hana Lejsková                                                  |
| MČR 1996                                                       | Tatran Chrast, Budislav                                                    | Rudolf Ropek                                                   | Kamil Arnošt                                                   | Michal Jedlička                                                | Jana Cieslarová                                                | Šárka Valášková                                                | Olga Lepšíková                                                 |
| MČR 1997                                                       | OK 24 Praha, Vyšný                                                         | Rudolf Ropek                                                   | Michal Besta                                                   | Martin Macek                                                   | Kateřina Mikšová                                               | Jana Cieslarová                                                | Olga Lepšíková                                                 |
| MČR 1998                                                       | SOK TJ Turnov, Železný Brod                                                | zrušeno                                                        |                                                                |                                                                |                                                                |                                                                |                                                                |
| MČR 1999                                                       | OK Chrastava, Heřmanice v Podještědí                                       | Michal Jedlička                                                | Rudolf Ropek                                                   | Lukáš Přinda                                                   | Petra Novotná                                                  | Marcela Klapalová                                              | Eva Šichnárková                                                |
| MČR 2000                                                       | TJ Jiskra Nový Bor, Arnoltice                                              | Michal Jedlička                                                | Lukáš Přinda                                                   | Radovan Čech                                                   | Olga Lepšíková                                                 | Eva Šichnárková                                                | Zdenka Stará                                                   |
| MČR 2001                                                       | Kotlářka Praha, Šemanovice                                                 | Michal Horáček                                                 | Libor Zřídkaveselý                                             | Radovan Cech                                                   | Zdenka Stará                                                   | Olga Lepšíková                                                 | Marie Slováková                                                |
| MČR 2002                                                       | SK Nová Paka, Horní Javoří                                                 | Michal Horáček                                                 | Michal Jedlička                                                | Radovan Čech                                                   | Dana Brožková                                                  | Zdenka Stará                                                   | Zuzana Stehnová                                                |
| MČR 2003                                                       | TJ Jiskra Nový Bor, Sosnová                                                | Michal Horáček                                                 | Rudolf Ropek                                                   | Marek Prášil                                                   | Dana Brožková                                                  | Zdenka Stará                                                   | Zuzana Stehnová                                                |
| MČR 2004                                                       | OK 99 Hradec Králové, Horní Dehtov                                         | Michal Horáček                                                 | Michal Smola                                                   | Jan Procházka                                                  | Zuzana Stehnová                                                | Eva Pekárková                                                  | Martina Dočkalová                                              |
| MČR 2005                                                       | SK OS Nové Město na Moravě, Zubří                                          | Martin Janata                                                  | Michal Horáček                                                 | Zbyněk Štěrba                                                  | Zdenka Stará                                                   | Mária Honzová                                                  | Martina Dočkalová                                              |
| MČR 2006                                                       | Žabovřesky Brno, Růžená                                                    | Jan Procházka                                                  | Michal Horáček                                                 | David Hepner                                                   | Zdenka Stará                                                   | Barbora Chudíková                                              | Kristýna Kovářová                                              |
| MČR 2007                                                       | ALteam, Horní Údolí                                                        | Michal Jedlička                                                | Pavol Bukovac                                                  | Lukáš Barták                                                   | Lucie Krafková                                                 | Zuzana Stehnová                                                | Iveta Duchová                                                  |
| MČR 2008                                                       | Sparta Praha, Černé Voděrady                                               | Michal Smola                                                   | Jan Procházka                                                  | Lukáš Barták                                                   | Dana Brožková                                                  | Radka Brožková                                                 | Marta Štěrbová                                                 |
| MČR 2009                                                       | OK Lokomotiva Pardubice, Zdechovice                                        | Michal Smola                                                   | Vojtěch Král                                                   | Tomáš Dlabaja                                                  | Martina Dočkalová                                              | Dana Brožková                                                  | Iveta Duchová                                                  |
| MČR 2010                                                       | TJ Tatran Jablonec nad Nisou, Lučany nad Nisou                             | Adam Chromý                                                    | Michal Smola                                                   | Jan Procházka                                                  | Radka Brožková                                                 | Iveta Duchová                                                  | Martina Dočkalová                                              |
| MČR 2011                                                       | OOB Třebíč, Velké Meziříčí                                                 | Tomáš Dlabaja                                                  | Jan Procházka                                                  | Jan Šedivý                                                     | Bohdana Heczková                                               | Dana Brožková                                                  | Iveta Duchová                                                  |
| MČR 2012                                                       | SKOB Zlín, Ráztoka                                                         | Štěpán Kodeda                                                  | Adam Chromý                                                    | Martin Janata                                                  | Dana Brožková                                                  | Iveta Duchová                                                  | Ivana Bochenková Radka Brožková                                |
| MČR 2013                                                       | SK Severka Šumperk, Kunčice                                                | Miloš Nykodým                                                  | Adam Chromý                                                    | Michal Krajčík                                                 | Iveta Duchová                                                  | Radka Brožková                                                 | Jana Knapová                                                   |
| MČR 2014                                                       | Magnus Orienteering, Adršpach                                              | Jan Šedivý                                                     | Miloš Nykodým                                                  | Jan Procházka                                                  | Vendula Horčičková                                             | Martina Zvěřinová                                              | Eva Kabáthová                                                  |
| MČR 2015                                                       | SKOB Ostrov + VŠTJ Ekonom Praha, Jáchymov                                  | Vojtěch Král                                                   | Jan Šedivý                                                     | Jan Petržela                                                   | Dana Šafka Brožková                                            | Jana Knapová                                                   | Vendula Horčičková                                             |
| MČR 2016                                                       | SK Praga, Hojná Voda                                                       | Pavel Kubát                                                    | Jan Petržela                                                   | Miloš Nykodým                                                  | Jindra Hlavová                                                 | Dana Šafka Brožková                                            | Michaela Omová                                                 |
| MČR 2017                                                       | SK OS Nové Město na Moravě + TJ Jiskra Havlíčkův Brod, Lipnice nad Sázavou | Miloš Nykodým                                                  | Jan Šedivý                                                     | Vojtěch Král                                                   | Vendula Horčičková                                             | Barbora Hrušková                                               | Magdaléna Tužilová                                             |
| MČR 2018                                                       | KOS Tesla Brno, Černovice                                                  | Miloš Nykodým                                                  | Daniel Hájek                                                   | Vojtěch Král                                                   | Jana Knapová                                                   | Michaela Omová                                                 | Lenka Mechlová                                                 |
| MČR 2019                                                       | TJ Lokomotiva Trutnov, Markoušovice                                        | Vojtěch Král                                                   | Miloš Nykodým                                                  | Marek Minář                                                    | Denisa Kosová                                                  | Vendula Horčičková                                             | Monika Doležalová                                              |
| MČR 2020                                                       | TJ Jiskra Nový Bor, Kunratice                                              | Vojtěch Král                                                   | Daniel Vandas                                                  | Miloš Nykodým                                                  | Denisa Kosová                                                  | Vendula Horčičková                                             | Lenka Mechlová                                                 |
| MČR 2021                                                       | SK Severka Šumperka,                                                       | Tomáš Křivda                                                   | Pavel Kubát                                                    | Jonáš Hubáček                                                  | Denisa Kosová                                                  | Hanna Wiśniewska                                               | Adéla Indráková                                                |
| MČR 2022                                                       | TJ Tatran Jablonec nad Nisou, Nová Ves nad Nisou                           | Tomáš Křivda                                                   | Miloš Nykodým                                                  | Vojtěch Král                                                   | Vendula Horčičková                                             | Denisa Kosová                                                  | Adéla Indráková                                                |
| MČR 2023                                                       | TJ Spartak první brněnská, Samotín                                         | Tomáš Křivda                                                   | Martin Roudný                                                  | Jonáš Hubáček                                                  | Jana Stehlíková                                                | Denisa Kosová                                                  | Barbora Chaloupská                                             |
| MČR 2024                                                       | USK Praha, Pastuchovice                                                    | Tomáš Křivda                                                   | Jakub Chaloupský                                               | Martin Roudný                                                  | Denisa Kosová                                                  | Lucie Semíková                                                 | Jana Peterová                                                  |
| MČR 2025                                                       | Team Jizerky, Rádlo - Milíře                                               | Miloš Nykodým                                                  | Tomáš Kubelka                                                  | Jáchym Coufal                                                  | Markéta Mulíčková                                              | Adélka Bogarová                                                | Barbora Smolková                                               |

## Medailové pořadí závodníků na MČR na krátké trati
Pořadí závodníků podle získaných medailí (tzv. olympijského hodnocení) v hlavní mužské a ženské kategorii (H21 a D21) na Mistrovství ČR na krátké trati v letech 1993 až 2025 (včetně).
| Medailové pořadí závodníků na MČR | Medailové pořadí závodníků na MČR | Medailové pořadí závodníků na MČR | Medailové pořadí závodníků na MČR | Medailové pořadí závodníků na MČR |
| Jméno                             | 1. místo                          | 2. místo                          | 3. místo                          | Celkem                            |
| --------------------------------- | --------------------------------- | --------------------------------- | --------------------------------- | --------------------------------- |
| Dana Šafka Brožková-Brožková      | 5                                 | 3                                 |                                   | 8                                 |
| Miloš Nykodým                     | 4                                 | 3                                 | 2                                 | 9                                 |
| Michal Horáček                    | 4                                 | 2                                 |                                   | 6                                 |
| Denisa Králová-Kosová             | 4                                 | 2                                 |                                   | 6                                 |
| Tomáš Křivda                      | 4                                 |                                   |                                   | 4                                 |
| Rudolf Ropek                      | 3                                 | 2                                 | 1                                 | 6                                 |
| Vendula Rusá-Horčičková           | 3                                 | 2                                 | 1                                 | 6                                 |
| Zdenka Kozáková-Stará             | 3                                 | 2                                 | 1                                 | 6                                 |
| Vojtěch Král                      | 3                                 | 1                                 | 3                                 | 7                                 |
| Michal Jedlička                   | 3                                 | 1                                 | 1                                 | 5                                 |
| Michal Smola                      | 2                                 | 2                                 |                                   | 4                                 |
| Jana Stehlíková-Knapová           | 2                                 | 1                                 | 1                                 | 4                                 |
| Marcela Kilarská-Kubatková        | 2                                 |                                   |                                   | 2                                 |
| Iveta Šístková-Duchová            | 1                                 | 2                                 | 3                                 | 6                                 |
| Jan Procházka                     | 1                                 | 2                                 | 3                                 | 6                                 |
| Olga Koutná-Lepšíková-Jirsová     | 1                                 | 2                                 | 2                                 | 5                                 |
| Jan Šedivý                        | 1                                 | 2                                 | 1                                 | 4                                 |
| Radka Bečičková-Brožková          | 1                                 | 2                                 | 1                                 | 4                                 |
| Adam Chromý                       | 1                                 | 2                                 |                                   | 3                                 |
| Jana Bruková-Cieslarová           | 1                                 | 2                                 |                                   | 3                                 |
| Martina Zvěřinová-Dočkalová       | 1                                 | 1                                 | 3                                 | 5                                 |
| Zuzana Jedličková-Stehnová        | 1                                 | 1                                 | 2                                 | 4                                 |
| Petr Vavrys                       | 1                                 | 1                                 | 1                                 | 3                                 |
| Pavel Kubát                       | 1                                 | 1                                 |                                   | 2                                 |
| Tomáš Dlabaja                     | 1                                 |                                   | 1                                 | 2                                 |
| Martin Janata                     | 1                                 |                                   | 1                                 | 2                                 |
| Štěpán Kodeda                     | 1                                 |                                   |                                   | 1                                 |
| Markéta Mulíčková                 | 1                                 |                                   |                                   | 1                                 |
| Bohdana Heczková-Térová           | 1                                 |                                   |                                   | 1                                 |
| Petra Novotná-Wagnerová           | 1                                 |                                   |                                   | 1                                 |
| Radka Novotná                     | 1                                 |                                   |                                   | 1                                 |
| Jindra Perůtková-Hlavová          | 1                                 |                                   |                                   | 1                                 |
| Kateřina Mullis-Mikšová           | 1                                 |                                   |                                   | 1                                 |
| Lucie Luštická-Krafková           | 1                                 |                                   |                                   | 1                                 |
| Pavel Košárek                     | 1                                 |                                   |                                   | 1                                 |
| Eva Pekárková-Šichnárková         |                                   | 2                                 | 1                                 | 3                                 |
| Mária Kovaříková-Honzová          |                                   | 2                                 |                                   | 2                                 |
| Libor Zřídkaveselý                |                                   | 2                                 |                                   | 2                                 |
| Jan Petržela                      |                                   | 1                                 | 1                                 | 2                                 |
| Martin Roudný                     |                                   | 1                                 | 1                                 | 2                                 |
| Lukáš Přinda                      |                                   | 1                                 | 1                                 | 2                                 |
| Michaela Omová-Gomzyk Omová-Omová |                                   | 1                                 | 1                                 | 2                                 |
| Petr Utinek                       |                                   | 1                                 |                                   | 1                                 |
| Daniel Vandas                     |                                   | 1                                 |                                   | 1                                 |
| Daniel Hájek                      |                                   | 1                                 |                                   | 1                                 |
| Jakub Chaloupský                  |                                   | 1                                 |                                   | 1                                 |
| Michal Besta                      |                                   | 1                                 |                                   | 1                                 |
| Pavol Bukovác                     |                                   | 1                                 |                                   | 1                                 |
| Barbora Zháňalová-Hrušková        |                                   | 1                                 |                                   | 1                                 |
| Hanna Wiśniewska                  |                                   | 1                                 |                                   | 1                                 |
| Barbora Chudíková                 |                                   | 1                                 |                                   | 1                                 |
| Kamil Arnošt                      |                                   | 1                                 |                                   | 1                                 |
| Lucie Semíková                    |                                   | 1                                 |                                   | 1                                 |
| Adélka Bogarová                   |                                   | 1                                 |                                   | 1                                 |
| Marcela Kopecká-Klapalová         |                                   | 1                                 |                                   | 1                                 |
| Šárka Valášková-Burýšková         |                                   | 1                                 |                                   | 1                                 |
| Tomáš Kubelka                     |                                   | 1                                 |                                   | 1                                 |
| Radovan Čech                      |                                   |                                   | 3                                 | 3                                 |
| Jonáš Hubáček                     |                                   |                                   | 2                                 | 2                                 |
| Lenka Voštová-Mechlová            |                                   |                                   | 2                                 | 2                                 |
| Adéla Finstrlová-Indráková        |                                   |                                   | 2                                 | 2                                 |
| Lukáš Barták                      |                                   |                                   | 2                                 | 2                                 |
| Barbora Chaloupská                |                                   |                                   | 1                                 | 1                                 |
| Jáchym Coufal                     |                                   |                                   | 1                                 | 1                                 |
| Barbora Smolková                  |                                   |                                   | 1                                 | 1                                 |
| Aleš Drahoňovský                  |                                   |                                   | 1                                 | 1                                 |
| Dagmar Podmolíková-Musilová       |                                   |                                   | 1                                 | 1                                 |
| Zbyněk Štěrba                     |                                   |                                   | 1                                 | 1                                 |
| David Hepner                      |                                   |                                   | 1                                 | 1                                 |
| Eva Valentová-Kabáthová           |                                   |                                   | 1                                 | 1                                 |
| Hana Doleželová                   |                                   |                                   | 1                                 | 1                                 |
| Hana Tichovská-Lejsková-Přibylová |                                   |                                   | 1                                 | 1                                 |
| Magdaléna Klusáčková-Tužilová     |                                   |                                   | 1                                 | 1                                 |
| Monika Doležalová                 |                                   |                                   | 1                                 | 1                                 |
| Michal Krajčík                    |                                   |                                   | 1                                 | 1                                 |
| Jana Peterová                     |                                   |                                   | 1                                 | 1                                 |
| Martin Macek                      |                                   |                                   | 1                                 | 1                                 |
| Marta Lučanová-Štěrbová           |                                   |                                   | 1                                 | 1                                 |
| Marie Podrábská-Slováková         |                                   |                                   | 1                                 | 1                                 |
| Kristýna Kolínová-Kovářová        |                                   |                                   | 1                                 | 1                                 |
| Marek Prášil                      |                                   |                                   | 1                                 | 1                                 |
| Marek Minář                       |                                   |                                   | 1                                 | 1                                 |
| Ivana Fujáčková-Bochenková        |                                   |                                   | 1                                 | 1                                 |